# 科莫 (內華達州)
科莫（英語：Como）是位於美國內華達州萊昂縣的鬼鎮。

## 歷史
科莫的郵局於1879年設立，其後於1905年停運。

## 地理
科莫所處的海拔為高於海平面2169米（即7116英呎），而該地所採用的時區為UTC-8，即太平洋时区（PST）。同時該地設有夏令時間，為UTC-8調快一小時，即UTC-7（PDT）。